# زبان پیراها
زبان پیراها (xapaitíiso) یا مورا-پیراها، زبان بومی مردم منزوی پیراها در آمازوناس برزیل است.
پیراها تنها گویش بازمانده از زبان مورا است که سایر گویش‌های آن در چند قرن گذشته منقرض شده و گویشورانش به پرتغالی تغییر زبان داده‌اند. برآورد می‌شود که میان ۲۵۰ تا ۳۸۰ گویشور پیراها وجود داشته باشد. این زبان در معرض شدید انقراض نیست چرا که استفاده از آن بسیار زیاد است و گویشورانش عمدتاً تک‌زبانه هستند.